# Championnat du Pérou de football 1960
Navigation
Saison précédente Saison suivante
La saison 1960 du Championnat du Pérou de football est la trente-deuxième édition du championnat de première division au Pérou. Les dix clubs participants sont regroupés au sein d'une poule unique où ils s'affrontent deux fois au cours de la saison, à domicile et à l'extérieur. À la fin de la saison, le dernier est relégué et remplacé par le champion de Segunda División, la deuxième division péruvienne.
C'est le club d'Universitario de Deportes, tenant du titre, qui remporte à nouveau la compétition après avoir terminé en tête du classement final du championnat, avec un seul point d'avance sur Sport Boys et trois sur le Sporting Cristal. C'est le 9e titre de champion du Pérou de l'histoire du club. 
Cette saison a un intérêt supplémentaire puisqu'à partir de cette année, le champion se qualifie pour la nouvelle compétition continentale mise en place par la CONMEBOL, la Copa Libertadores.

## Les clubs participants
| - Alianza Lima - Sport Boys - Mariscal Sucre - Promu de Segunda Division - Universitario de Deportes - Ciclista Lima | - Atlético Chalaco - Club Centro Deportivo Municipal - Sporting Cristal - Centro Iqueño - Mariscal Castilla |

## Compétition
Le barème utilisé pour établir le classement est le suivant :
- Victoire : 2 points
- Match nul : 1 point
- Défaite, forfait ou abandon : 0 point

### Classement
| Rang | Équipe                          | Pts | J  | G  | N | P  | Bp | Bc | Diff |
| ---- | ------------------------------- | --- | -- | -- | - | -- | -- | -- | ---- |
| 1    | Universitario de Deportes (T)   | 25  | 18 | 11 | 3 | 4  | 39 | 26 | +13  |
| 2    | Sport Boys                      | 24  | 18 | 9  | 6 | 3  | 29 | 23 | +6   |
| 3    | Sporting Cristal                | 22  | 18 | 9  | 4 | 5  | 37 | 26 | +11  |
| 4    | Club Centro Deportivo Municipal | 21  | 18 | 9  | 3 | 6  | 47 | 33 | +14  |
| 5    | Centro Iqueño                   | 20  | 18 | 7  | 6 | 5  | 35 | 30 | +5   |
| 6    | Alianza Lima                    | 16  | 18 | 6  | 4 | 8  | 27 | 33 | -6   |
| 7    | Atlético Chalaco                | 15  | 18 | 4  | 7 | 7  | 29 | 31 | -2   |
| 8    | Mariscal Sucre (P)              | 14  | 18 | 5  | 4 | 9  | 36 | 40 | -4   |
| 9    | Ciclista Lima                   | 14  | 18 | 5  | 4 | 9  | 24 | 40 | -16  |
| 10   | Mariscal Castilla               | 9   | 18 | 4  | 1 | 13 | 30 | 54 | -24  |

|  | Qualification pour la Copa Libertadores 1961          |
|  | Relégation directe en Segunda División                |
|  | (T) : Tenant du titre (P) : Promu de Segunda Division |

## Bilan de la saison
| Championnat du Pérou de football 1960 |                                      |
| Champion                              | Universitario de Deportes (9e titre) |
| Qualifications continentales          |                                      |
| Copa Libertadores 1961                | Universitario de Deportes            |
| Promotions et relégations             |                                      |
| Promus en Primera División            | Defensor Lima                        |
| Relégués en Segunda División          | Mariscal Castilla                    |